# Bibliotheca Alexandrina
Ne doit pas être confondu avec Bibliothèque d'Alexandrie.
La Bibliotheca Alexandrina est une bibliothèque et un centre culturel situé sur les rives de la Méditerranée dans la ville d'Alexandrie, en Égypte. Les travaux débutent en 1995 et coûtent 220 millions de dollars. Elle est inaugurée le 16 octobre 2002.
Elle dispose alors de la plus grande salle de lecture au monde, occupant, sur 20 000 mètres carrés, sept des onze étages du bâtiment principal (dont quatre sous le niveau de la mer), offrant 2 000 places assises, 180 salles d’étude et devant héberger à terme huit millions d’ouvrages.
L'Institut du monde arabe a établi une collaboration avec la Bibliotheca Alexandrina.

## Projet de l'UNESCO
Dans le cadre d'un projet conduit conjointement par l'UNESCO et l'Égypte, la bibliothèque du monde méditerranéen, la Bibliotheca Alexandrina, a été construite approximativement à l'emplacement de l'édifice antique de la bibliothèque d'Alexandrie. Elle devrait pouvoir accueillir environ huit millions d'ouvrages, ce qui en fait une bibliothèque de taille respectable à l'échelle mondiale, assez loin cependant derrière la bibliothèque du Congrès, aux États-Unis, qui abrite près de 34,5 millions d'ouvrages, ou la bibliothèque François-Mitterrand, à Paris, qui en contient quelque vingt millions.
La Bibliothèque nationale de France a effectué en juillet 2010 un don de 500 000 ouvrages francophones à la Bibliotheca Alexandrina, comme socle du partenariat entre les deux institutions.
La Bibliotheca Alexandrina est un établissement trilingue : arabe, français, anglais, et doit devenir, selon son directeur Ismail Serageldin, un haut lieu de la francophonie dans la région.
La bibliothèque a été proposée en 2003 pour une inscription au patrimoine mondial et figure sur la « liste indicative » de l’UNESCO dans la catégorie patrimoine culturel.

## Architecture et fonctionnalités annexes

Vue du mur extérieur de la bibliothèque d'Alexandrie.

L'architecture de la bibliothèque a été choisie à l'issue d'un concours organisé par l'UNESCO ; c'est la proposition d'une agence norvégienne d'architecture, Snøhetta, qui a été retenue. Le plan a été réalisé par l'ingénieur égyptien Mamdouh Hamza.  
La salle de lecture principale se trouve sous un toit de verre de 32 mètres de haut, incliné vers la mer comme un cadran solaire, et mesurant environ 160 m de diamètre. Les murs sont en granit gris d'Assouan, sculptés de caractères issus de 120 types d'écritures .
Outre la salle de lecture, le complexe abrite également un centre de conférences, cinq instituts de recherche, six bibliothèques spécialisées (pour les cartes, le multimédia, les aveugles et les malvoyants, les jeunes et les enfants), quatre musées, quatre galeries d'art pour des expositions temporaires, quinze pour les expositions permanentes, un planétarium et un laboratoire de restauration de manuscrits.  

## Musées
La bibliothèque compte quatre musées : le musée des Antiquités, le musée des Manuscrits, le musée de l’Histoire des sciences et le musée Sadat.
Le musée des Antiquités, réservé à des milliers de manuscrits anciens, détient deux copies de la Bible offertes par le Vatican à la bibliothèque, ainsi qu'une copie de la Description de l'Égypte. Il possède une copie à l’identique de la pierre de Rosette, et un livre du mémorandum de l'inauguration du canal de Suez comprenant des tableaux de la cérémonie du voyage des reines et des princes, dessinés par l'artiste du Khédive Ismaïl Pacha.

## Centre de conférences

La Bibliotheca Alexandrina, vue extérieure de trois quarts face
La Bibliotheca Alexandrina, vue depuis le parvis
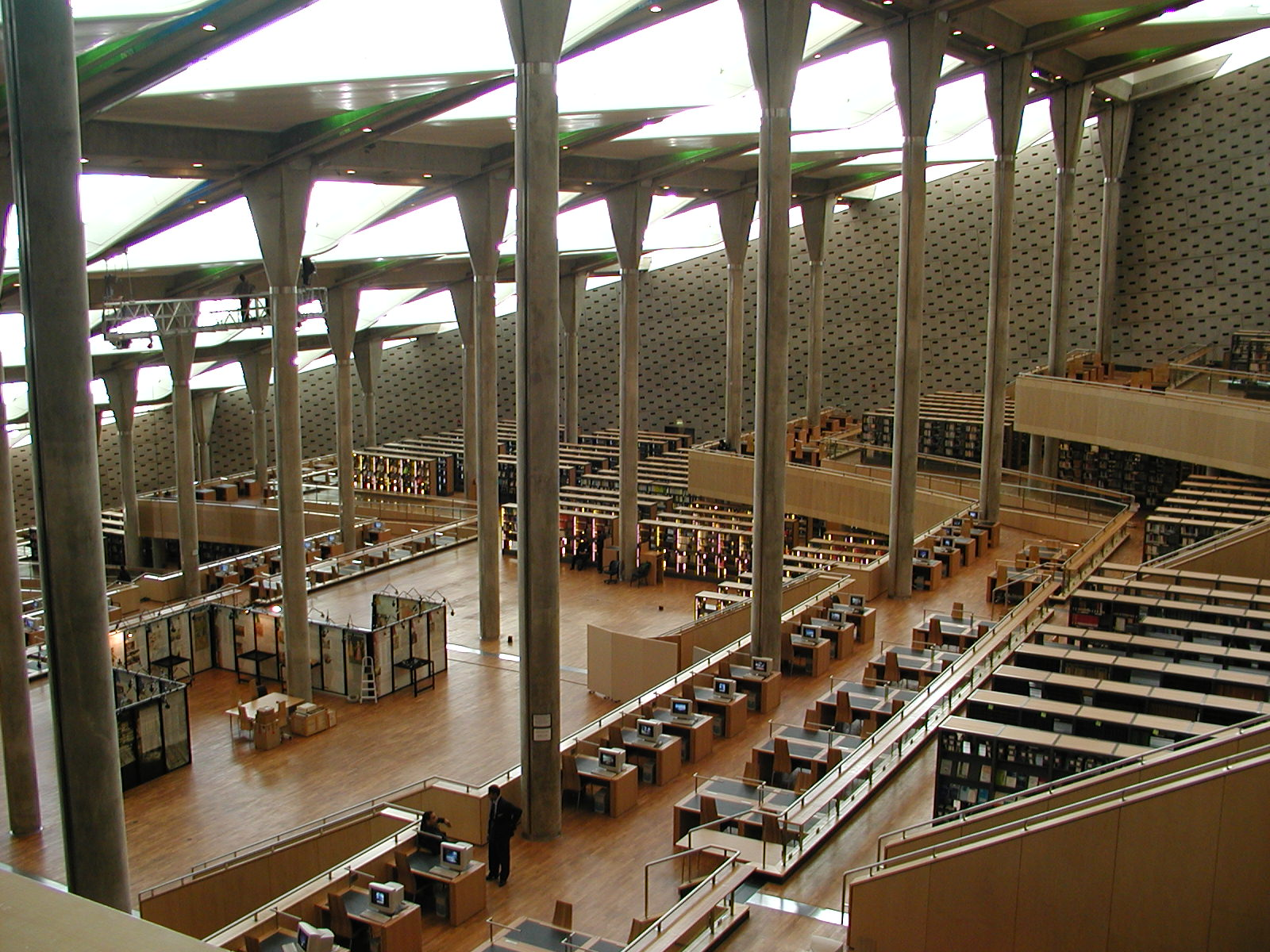
La Bibliotheca Alexandrina, vue intérieure depuis le deuxième niveau
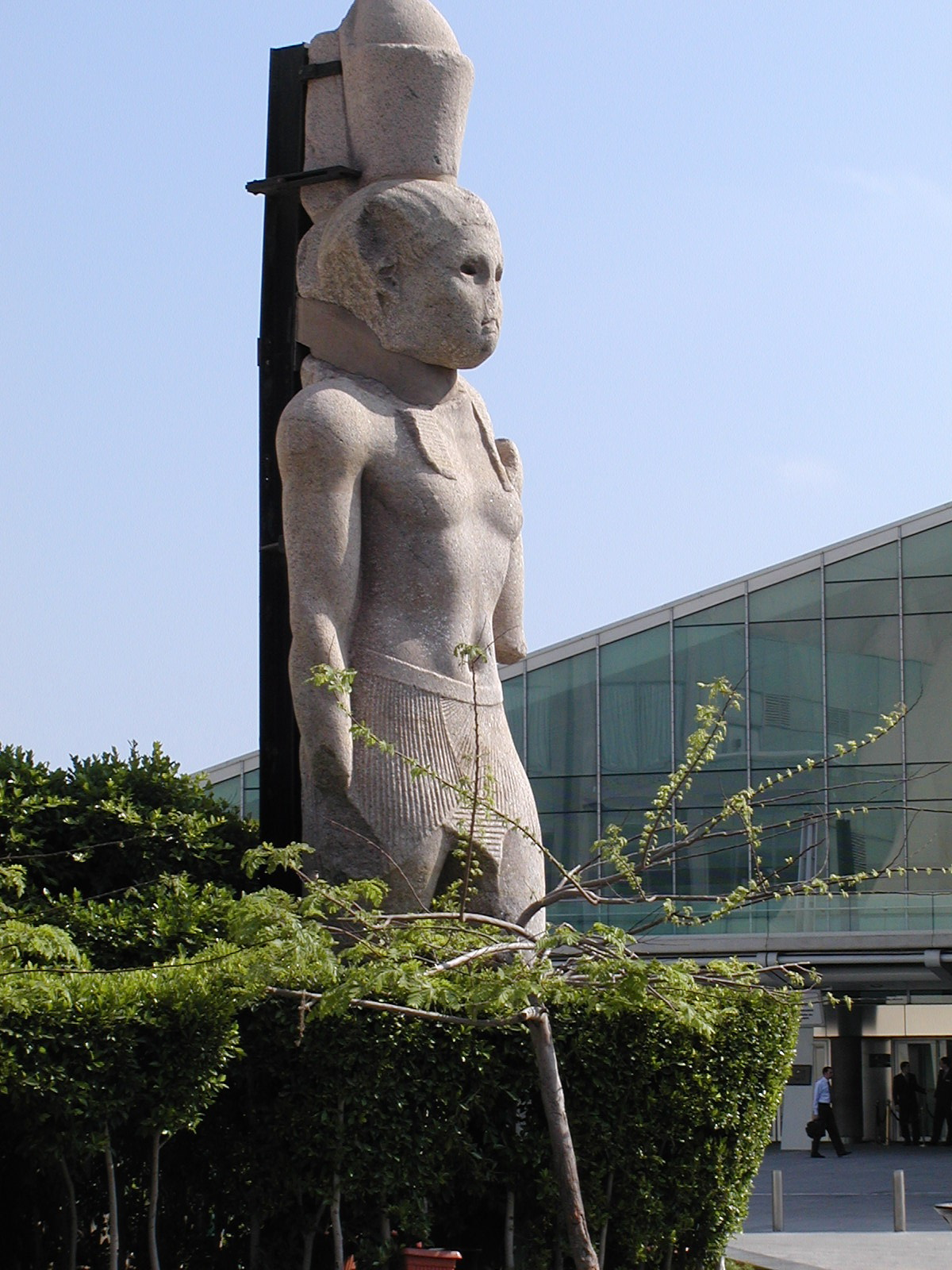
Statue de Ptolémée II, érigée à l'origine à la porte du phare d'Alexandrie, sortie des eaux et désormais installée devant la Bibliotheca Alexandrina
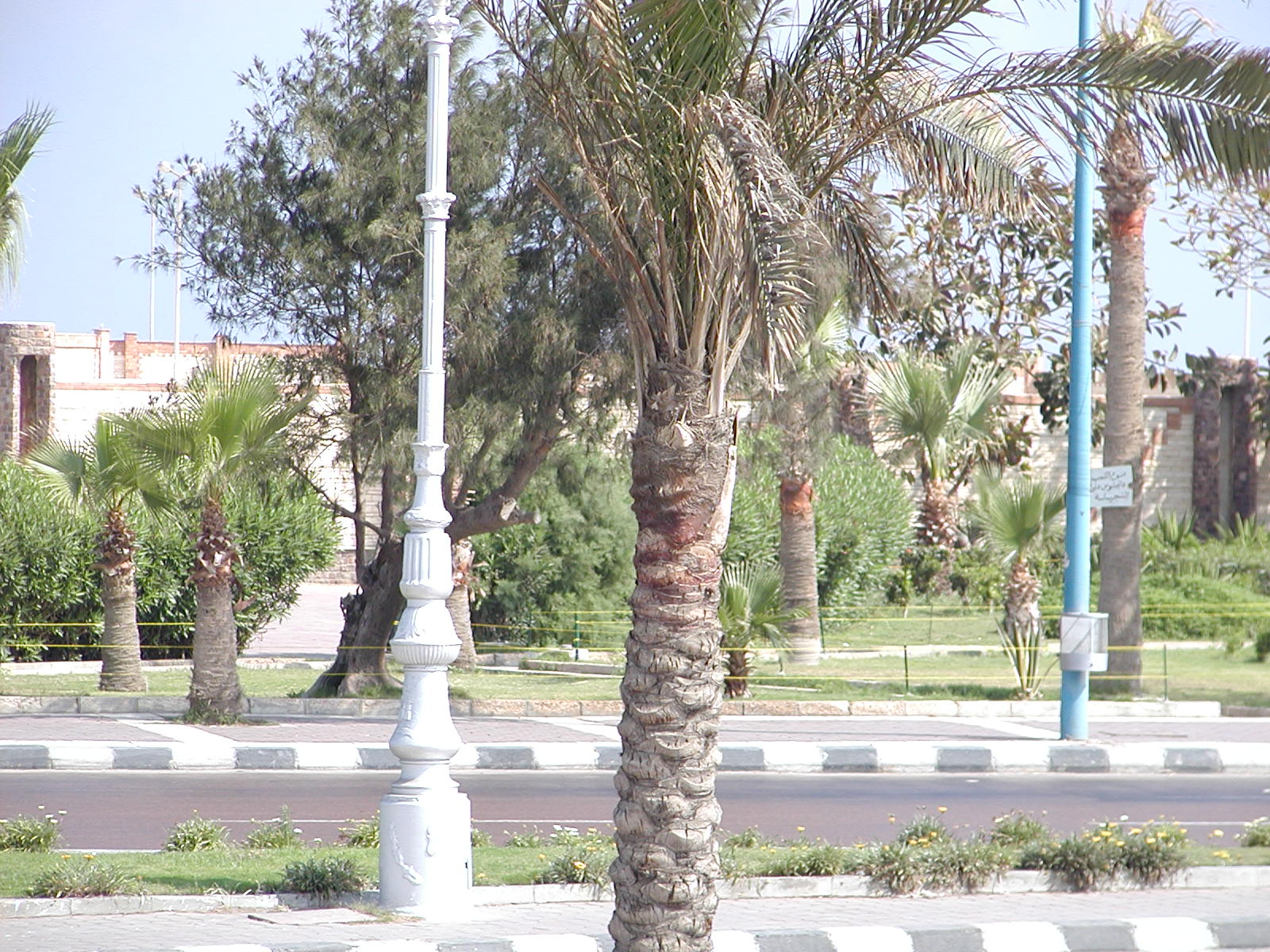
Jardin devant la Bibliotheca Alexandrina, où devrait être érigée la porte du phare d'Alexandrie sortie des eaux
Le mur extérieur est couvert d'inscriptions polyglottes
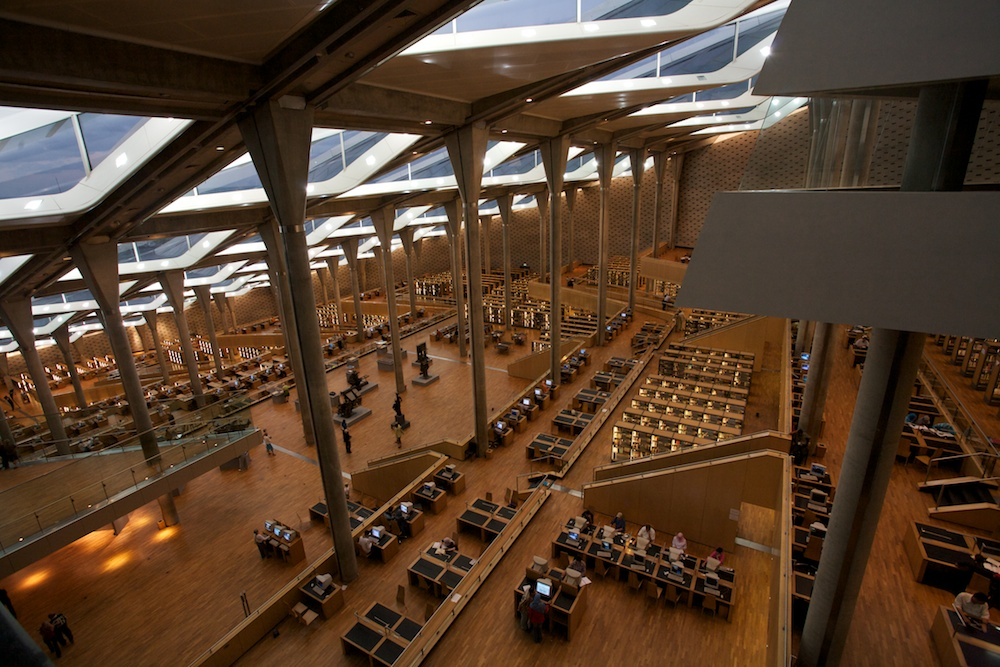
Vue intérieure de la Bibliotheca Alexandrina

## Controverses
Comme le soulignait un article de la revue American Librairies, l’Égypte, n’ayant pas de culture de service public de bibliothèques, n’était pas préparée à un projet d’une aussi grande envergure que la reconstruction de la célèbre bibliothèque d’Alexandrie. À l’imaginaire collectif et aux attentes internationales, s’ajoutait le manque de compétences locales et le projet pouvait ainsi heurter des mentalités très différentes. L’influence occidentale y est aussi très mal perçue et le gouvernement doit faire face à des groupes frôlant parfois l’extrémisme. 

### Coûts initiaux et de fonctionnement
Les controverses commencent dès l’appel au financement du projet dans les années 1990. C’est d’abord le président des Émirats arabes unis qui octroie le premier une somme considérable (20 millions), suivi de Saddam Hussein (21 millions), deux dirigeants de pays totalitaires : le premier est pro-talibans et l’autre, prêt à envahir le Koweït. De plus, le projet de la Bibliotheca avait été estimé initialement à 65 millions de dollars, pour finalement s’élever à plus de 250 millions de dollars soit plus de trois fois son prix initial. Aziz Abid, qui était le correspondant du projet à l’UNESCO, craignait justement cette flambée de prix et surtout le drainage des ressources locales, dans une ville légendaire mais à la réalité bien différente aujourd’hui. Les frais récurrents par année ont été estimés à 30 millions de dollars (salaires et acquisitions). Ce qui est un luxe que la communauté ne pouvait pas se permettre, sachant que la majorité de la population est pauvre et illettrée, réservant finalement la bibliothèque aux seuls riches. Comme le rapportait Chris Lakeman, certains ont relevé que cet argent aurait pu être investi dans les bibliothèques existantes ou même dans des projets sociaux.

### Préservation du patrimoine
Le projet est également controversé en raison de ses fouilles archéologiques. L’idée était bien sûr de construire la Bibliotheca sur l’ancien site de la bibliothèque d’Alexandrie. Mais la préférence du gouvernement égyptien pour des délais accélérés – pour économiser de l’argent dans un budget déjà gonflé –, a empêché une véritable excavation d’y avoir lieu. C’est qu’il y avait là un conflit d’intérêt : les promoteurs pour la construction faisaient eux-mêmes partie de l’UNESCO et ceux donc qui avaient le mandat premier de préserver l’héritage alexandrin ont plutôt joué le rôle de destructeur de patrimoine. De plus, les bulldozers travaillaient de nuit et lorsque cela a été révélé dans les médias européens, l’UNESCO et le gouvernement ont été embarrassés au point de se voir obligés d’allouer des fonds pour les fouilles. Par contre, ils ont énormément limité l’accès au site et tout ce que les archéologues ont pu trouver, ce sont deux impressionnantes mosaïques, sur un site qui n’était rien de moins que les anciens palais des Ptolémées.

### Critiques du projet et soupçons de corruption
À l’issue de la compétition architecturale remportée en 1988 par Snøhetta, l’architecture retenue a beaucoup fait jaser localement et à l’international. Les Égyptiens lui ont reproché « la faiblesse du symbolisme du projet et sa non-intégration dans l'environnement urbain ». Les médias européens sont même allés plus loin en qualifiant le design de ridicule, de soucoupe volante écrasée sur le continent africain, faisant référence à son disque solaire et exacerbant ainsi son côté « étranger » au projet tout entier. Cela n’aurait peut-être pas été si grave s’il n’y avait eu le scandale frauduleux de la Balfour Beatty, la compagnie anglaise chargée du projet de construction lui-même. Le Serious Fraud Office (SFO) révèle au grand jour un scandale de corruption allégué qui concernerait jusqu’à 100 millions de livres Sterling manquants dans sa comptabilité sur les travaux et ce, sur une période de sept ans. La compagnie accepte de payer 2,25 millions de livres Sterling  pour éviter le long processus d’une cour internationale. De plus, parce que les architectes avaient omis d’inclure suffisamment d’espace pour les jardins et le stationnement, le gouvernement avait donné son aval pour détruire des bâtiments adjacents dont un hôpital pour enfants, produisant ainsi un tollé.

### Constitution du fonds
Il y a eu beaucoup de critiques sur les coûts du projet, mais également sur les collections elles-mêmes. Pendant les dix années qu’a duré la construction, il n’y a pas eu de bibliothécaire en chef pour mettre en place et orienter une politique d’acquisition. On peut comprendre que cela soit une grave lacune, mais c’est que le gouvernement ne voulait pas dépenser sur de gros salaires avant l’ouverture. La bibliothèque dépend donc énormément des dons aléatoires. C’est pour cela que la France a fait don de 480 000 ouvrages, de 1996 à 2006. 
Il est évident qu’un désherbage s’impose : tous ces ouvrages ne sont pas pertinents, surtout que certains sont susceptibles de scandaliser les usagers locaux en raison de points de vue sur la religion ou la sexualité. La culture de liberté d’expression n’est pas toujours partagée et peut rapidement tourner à la censure dans un climat politique tendu. En 2002, lors d’une rencontre entre Ismaïl Serageldin, le nouveau directeur, et 60 intellectuels, il était clair que la liberté d’expression, pour certains orateurs usant de propos antisémites, s’arrêtait à Israël, point de vue qu’heureusement ni le Dr Serageldin, ni la majorité des orateurs présents ne partagent.
Comme l’affirme Chris Lakeman, pour que la Bibliotheca Alexandrina puisse rester tournée vers l’avenir, l’Égypte doit faire face à ses tensions politico-religieuses. Mais aussi, l’Occident doit prendre sa part de responsabilité dans les conflits du Moyen-Orient pour ainsi apaiser les tensions et contribuer à un climat libre de toute censure.